# Vanderlan da Silva Bolzani
Vanderlan da Silva Bolzani (Santa Rita, 19 de noviembre de 1949) es una química brasileña en la Universidad Estatal Paulista. Anteriormente ocupó el puesto de presidenta de la Sociedad Química de Brasil y en 2011 fue galardonada con el Premio de Mujeres Distinguidas en Ciencias Química e Ingeniería Química de la American Chemical Society - Unión Internacional de Química Pura y Aplicada.

## Biografía
Bolzani nació en Santa Rita y creció en João Pessoa, Paraíba. Su abuela provenía de la India, y Bolzani recuerda jugar con pigmentos naturales de azafrán en la granja de su abuela. Sus padres eran de herencia portuguesa y tabajara. De niña estudió la colonia de pescadores en la playa de Formosa y se interesó por el mundo natural. En el instituto se especializó en ciencias. Obtuvo su licenciatura en farmacia en la Universidad Federal de Paraíba. Durante sus estudios universitarios, se interesó en la química orgánica y analítica. Se mudó a la Universidad Estatal Paulista en 1975, donde se especializó en química orgánica. Originalmente había planeado trabajar con Paulo de Carvalho, pero este murió repentinamente de un infarto. Además, cuando llegó a la Universidad Estatal Paulista, compartió una habitación con un estudiante de biología que sufría de epilepsia. A pesar de estos difíciles comienzos, Bolzani logró encontrar un nuevo supervisor, Otto Gottlieb. Trabajó en Mikania hirsutissima y obtuvo su máster en 1977 y su doctorado en 1982. Su tesis de Máster consideró las Euphorbiaceae de la selva amazónica. Para su tesis doctoral, se concentró en los aspectos teóricos de la botánica, la taxonomía y la biología de las Rubiaceae. Recibió una beca del Servicio Alemán de Intercambio Académico (DAAD) para trabajar en la Universidad de Hannover. Fue becaria postdoctoral en el Instituto Politécnico y Universidad Estatal de Virginia.

## Trayectoria científica
Bolzani fue nombrada miembro de la facultad de la Universidad Estatal Paulista. En 1998 estableció el Centro de bioensayos, biosíntesis y ecofisiología de productos naturales (NuBBE). NuBBE es un laboratorio ecológico que no utiliza productos clorados ni solventes tóxicos. Su investigación se centra alrededor de la ciencia de las plantas, en particular, el aislamiento y el estudio de sus metabolitos y péptidos secundarios. Ella ha estudiado la biosíntesis de alcaloides de piperidina. Estudió la biodiversidad de Brasil y ha realizado llamamientos a nuevas tecnologías y políticas científicas para apoyar la preservación de la selva tropical brasileña. Desde entonces ha estudiado fitoquímica y hongos endofíticos.

### Servicios académicos
Desde 2009, Bolzani desempeñó el puesto de Directora Adjunta de la Agencia de Innovación de la Universidad Estatal Paulista. Ha realizado varias campañas para apoyar a mujeres científicas a lo largo de su carrera académica. En 2012, Bolzani se unió a la junta asesora de los Premios L'Oréal-UNESCO a Mujeres en Ciencia.

### Premios y honores
- 2008 Elegida Presidenta de la Sociedad Química de Brasil[21]
- 2010 Elegida miembro de la Royal Society of Chemistry[22]
- 2011 Elegida para la Academia de Ciencias de Brasil[23]
- 2011 Medalla Simão Mathias de la Sociedad Química de Brasil[24]
- 2011 Premio de Mujeres Distinguidas en Ciencias Química e Ingeniería Química de la American Chemical Society - Unión Internacional de Química Pura y Aplicada[25][26][27]
- 2013 Elegida para la Academia Mundial de Ciencias[23]
- 2014 Premio Capes-Elsevier[28]
- 2015 Vicepresidenta de la Sociedade Brasileira para o Progresso da Ciência[29]
- 2015 Premio de Innovación Tecnológica Kurt Politzer de la Sociedad Química de Brasil[29]
- 2018 Miembro del Consejo Superior de Fundación de Apoyo a la Investigación del Estado de São Paulo[30]

En 2019 se anunció que la Sociedad Química de Brasil crearía el Premio Vanderlan da Silva Bolzani para mujeres científicas.

### Publicaciones destacadas
Entre sus publicaciones destacan:
- Bolzani, Vanderlan da Silva (2002). «Produtos naturais: atualidade, desafios e perspectivas». Química nova: 45-61. Archivado desde el original el 18 de agosto de 2017. Consultado el 9 de octubre de 2019.
- Bolzani, Vanderlan da Silva (2006). «Os produtos naturais e a química medicinal moderna». Química nova: 326-337. Archivado desde el original el 15 de agosto de 2017. Consultado el 9 de octubre de 2019.
- Bolzani, Vanderlan da Silva (2000). «Antifungal amides from Piper hispidum and Piper tuberculatum». Phytochemistry 55: 621-626.

## Vida personal
Bolzani se casó con el sociólogo Jorge Bolzani, a quien conoció durante sus estudios de posgrado en 1977. Tuvieron dos hijos juntos. Jorge Bolzani murió en 2011.